# Marius Moustier

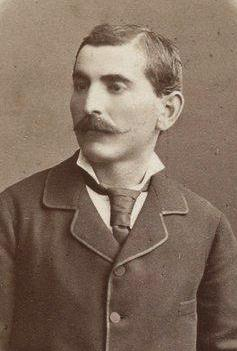
Marius Moustier.

Marius Moustier, född 1853 i Fuveau i närheten av Marseille, död där 1886 (genom självmord), var en fransk upptäcktsresande.
Moustier företog i september 1879 tillsammans med Marseilleköpmannen C.A. Vermincks agent i Senegambien, schweizaren Josua Zweifel, en resa i ändamål att utforska Nigers källor, vilket lyckades. Denna färd är relaterad i Petermanns Mittheilungen för 1880 och närmare beskriven i Expedition C. A. Verminck. Voyage aux sources du Niger (1880).